# Everhard von Velmede
Everhard von Velmede (* im 15. Jahrhundert; † 17. Februar 1508) war Domherr in Münster.

## Leben
Everhard von Velmede war der Sohn des Everhard von Velmede und dessen Gemahlin Adelheid Fransois. Am 17. April 1476 findet er erstmals als Domherr zu Münster urkundliche Erwähnung. 1495 war Everhard im Besitz der Obedienz Ostenfelde. Die Quellenlage gibt über seinen weiteren Lebensweg keinen Aufschluss. Aus seinem Nachlass wurden im April 1514 zwei Altäre für die Pauluskirche in Kamen gestiftet. Everhards Epitaph befindet sich im Westfälischen Landesmuseum in Münster.